# 麥迪遜 (密西西比州)
麥迪遜（英語：Madison）是位於美國密西西比州麥迪遜縣的城市。

## 人口
根據2020年美國人口普查的數據，麥迪遜的面積為68.50平方千米，當中陸地面積為65.40平方千米，而水域面積為3.10平方千米。當地共有人口27747人，而人口密度為每平方千米405人。